# Caldas (Antioquia)
Caldas é uma cidade e município da Colômbia, no departamento de Antioquia. Faz parte da região metropolitana de Medellín. A distância do município até a capital de Antioquia, Medellín, é de 22 quilômetros. Apresenta uma superfície de 133,40 quilômetros quadrados e sua população, de acordo com o censo de 2005, é formada por 67.372 habitantes.